# سيدي حسني
سيدي حسني أو سيدي الحسني، بلدية بدائرة مغيلة ولاية تيارت الجزائرية.

## الموقع الجغرافي
تقع في الشمال الشرقي لولاية تيارت بالجزائر، عبر الطريق الوطني رقم 14 بإتجاه العاصمة وولاية تيسمسيلت ثم عبر الطريق الولائي رقم11 بإتجاه دائرة مغيلة تبعد عن مقر الولاية ب‍ 27كم وعن مقر الدائرة مغيلة ب‍ 27 كم.

## تاريخ
للبلدية تاريخ قديم إذ كانت معهد الإنسان البدائي الذي سكن المنطقة رجل كولمناطة بمنطقة مشتى العربي عبر كهوف ومغارات منصات الحجر وتوجد مواقع أثرية كثيرة بالمنطقة كما كانت محطة من محطات الرومان عبر خط الليمس الثاني الذي أنشاه الرومان خلال القرن الثاني والثالث في عهد الملك الروماني سيبتيم سيفير ثم مجيئ الوندال والبيزنطيين والمعارك التي وقعت بين الفاتحيت بقيادة عقبة بن نافع والبيزنطيين والبربر ثم كانت محطة أخيرة للأمير عبد القادر بأولاد لكرد بعد سقوط الزمالة فاقام دائرة صغرى مما تبقى له من الزمالة الكبرى.
ومعركة ثنية الشافعبة عام 1847 م بين جنود لا مورسيار والأمير ثم استوطنتها قبائل وعروش منها عرش بني يحي وقبائل محال لأولاد لكرد القادمة من نواحي مستغانم والقلعة بغليزان وشاركت مثلها مثل باقي مناطق الجزائر في الثورة التحريرية الكبرى بخيرة ابنائها مثل الشهيد طاهري حسني الذي سميت البلدية باسمه بعد الاستقلال وكانت قبل ذلك تسمى فالديك روسوا تاسست عام1957م وهي ذات طابع فلاحي رعوي تزخر بمناطق سياحية وفلاحية رعوية منها حمام سيدي الحاج للامراض الجلدية وحواجز مائية منها حاجزي المالح وتقيقست وبها زاوية سيدي عدة التي تبعد عنها بحوالي 19 كم.